# Smolenskaja (Arbatsko-Pokrovskaja)
Smolenskaja (in russo: Смоленская) è una stazione della Linea Arbatsko-Pokrovskaja, la terza linea della Metropolitana di Mosca. Fu costruita nel 1953 per sostituire una vecchia stazione omonima, che fu poi riaperta ed che è oggi parte della Linea Filëvskaja. Le due stazioni non sono collegate.
Smolenskaja presenta pilastri quadrati in marmo bianco con angoli smussati, cornici decorative e griglie per la ventilazione nascoste dietro gli elementi ornamentali. Alla fine della banchina vi è un bassorilievo di G.I. Motovilov intitolato "I difensori della Russia", che ritrae soldati dell'Armata Rossa in battaglia. Gli architetti della stazione furono I.Ye. Rozhin e G.P. Yakovlev. Con i suoi 50 metri sotto il livello del suolo, Smolenskaja era la stazione più profonda della linea, finché non fu aperta nel 2003 Park Pobedy.